# ペア碁スペラーズ
ペア碁スペラーズは、「ペア碁ワールドカップ」テーマソング「アイオイ」のために結成された新ユニット。メンバーは、オーディションで選ばれた女性シンガー2名（NAOLUNA、平田まりな）がゴスペラーズに加わった。

## メンバー
- ゴスペラーズ
  - 北山陽一、黒沢薫、酒井雄二、村上てつや、安岡優からなるボーカルグループ。1994年にシングル「Promise」でメジャー・デビュー。以降「永遠に」、「ひとり」など多数のヒット曲を送り出し、楽曲提供、ソロ活動など多方面で活動を展開[1]。
- NAOLUNA（ナオルナ）
  - 女性シンガーソングライター。名古屋市出身。エレクトロなサウンドと、透明感のある歌声でドリーミングな世界観を表現する[1]。
- 平田まりな
  - 6歳から唱者である祖母の松山美枝子に島唄を習う。幼少期から奄美や全国各地の民謡大会で数々の賞を受賞。現在は島唄及び奄美を広める活動に邁進中[1]。

## 楽曲
1. 「アイオイ」（発表日：2022年3月17日）
作詞：小山薫堂
作曲：北山陽一、竹本健一
編曲：武部聡志、鳥山雄司
アドバイザー：松任谷正隆
レコーディングは、2021年7月17日から開始された[2]。